# Сёйва (река)

Сёйва — река в России, протекает в Гайнском районе Пермского края и Верхнекамском районе Кировской области. Устье реки находится в 1244 км по левому берегу реки Кама. Длина реки составляет 20 км.
Сёйва вытекает из восточной части обширных Верхнечугрумских болот в Пермском крае близ границы с Кировской областью. Из западной части тех же болот вытекает река Кузель. Река течёт на восток, затем на юго-восток по ненаселённому заболоченному лесу. Вскоре после истока перетекает в Кировскую область, в нижнем течении образует границу Пермского края и Кировской области. Впадает в Каму в 10 км к юго-западу от посёлка Сёйва. Ширина реки у устья около 20 метров.

## Данные водного реестра
По данным государственного водного реестра России относится к Камскому бассейновому округу, водохозяйственный участок реки — Кама от истока до водомерного поста у села Бондюг, речной подбассейн реки — бассейны притоков Камы до впадения Белой. Речной бассейн реки — Кама.
По данным геоинформационной системы водохозяйственного районирования территории РФ, подготовленной Федеральным агентством водных ресурсов:
- Код водного объекта в государственном водном реестре — 10010100112111100001365
- Код по гидрологической изученности (ГИ) — 111100136
- Код бассейна — 10.01.01.001
- Номер тома по ГИ — 11
- Выпуск по ГИ — 1